# Gévero Markiet
Gévero Markiet (* 8. April 1991 in Amsterdam, Nordholland) ist ein niederländischer Fußballspieler, der auf der Position des Verteidigers spielt.